# Carlos Johnson (bluesmuzikant)
Carlos Johnson (Chicago, 17 januari 1953) is een Amerikaanse blueszanger en -gitarist.

## Biografie
In 1989 maakte Johnson zijn eerste tournee in Japan met Valerie Wellington en kreeg hij aandacht bij de Japanse fans. Hij bezocht het land weer in 2004 als ondersteunend gitarist voor Otis Rush, die niet in staat was om gitaar te spelen door de beroerte die hij meemaakte eerder dat jaar. Deze concerten hielpen hem om een fanschare op te bouwen in Japan.
Hoewel hij actief was sinds de jaren 1970, moest hij wachten tot 2000 om een album uit te brengen onder zijn eigen naam. Dat jaar bracht hij zijn debuut-cd My Name Is Carlos Johnson uit in Buenos Aires bij het plaatselijke label Blues Special. Hij werd uitgelicht op cd Billy Branch & The Sons of Blues featuring Carlos Johnson van Billy Branch, uitgebracht in 2002. Johnson maakte in 2004 ook het duoalbum Don't Mess with the Bluesmen met Branch. De cd In and Out bij Mr. Kelly's Records volgde in hetzelfde jaar. In 2007 bracht hij het livealbum Live At B.L.U.E.S on Halsted uit in Chicago. In 2007 en 2009 toerde hij als soloartiest in Japan.

## Discografie
- 2001: My Name is Carlos Johnson (Blues Special Records)
- 2004: Don't Mess With The Bluesmen (P-Vine) (duo met Billy Branch)
- 2004: In And Out (Mr. Kelly's)
- 2007: Live At B.L.U.E.S. on Halsted (P-Vine)
- 2009: Encore! Live At B.L.U.E.S. On Halsted (P-Vine)

## Filmografie
- 2008: Live At B.L.U.E.S. On Halsted (P-Vine)